# Букиттимахски маймуно-човек
Букиттимахски маймуно-човек или съкратено БТМ е името на сингапурски криптид, обитаващ региона Букит Тимах в Сингапур.
Това са, според поверието, неголеми (1,5 m – 1,7 m) хоминидни същества. Те имат сив цвят на козината и се движат на два крака. Според скептиците това са макаци, но за вярващите в легендите и мистериите на Сингапур са древни същества, обитавали острова преди пристигането на сегашното население.

## Случаи
Най-известният и най-добре описан случай е този от 1805 г. А. Малайски е очевидеца, който забелязва БТМ високо 1,5 m да се движи през областта Букит Тимах. На другия ден разказва за местния вестник, какво е видял:
| „ | We were always told as children when in the Kampung not to go near the forest at night due to the Monkey Man. Of course we never saw it ourselves but it was always some Uncle or friend of the family who had seen it. Once we were shown these footprints near the forest road, and I remember the strong urine smell. Whenever we heard shrieks coming from the jungle we would tell each other – don't disturb the Monkey Man." 65 year old retiree, Bukit Panjang. I was going to the bus stop early one morning to catch the 171 bus. It was very foggy and cold. I thought I saw a tramp going through the rubbish bin, however when I approached, it called out with a loud animal sound and ran back into the forest. It was grey, hairy and ran on two legs, but had a monkey's face. I was shivering with fear and called the police but to no avail." 29 year old Housewife, Bukit Timah. When driving my taxi past the Fire Station on Upper Bukit Timah road in the middle of the night I hit what I thought was a child that ran out in the middle of the road. It was on the car bonnet and then snarled at me – it was like a monkey but so big! It ran off injured covered in blood, and holding its' arm which was broken. | “ |